# Taeniophyllum macrorhynchum
Taeniophyllum macrorhynchum är en orkidéart som beskrevs av Rudolf Schlechter. Taeniophyllum macrorhynchum ingår i släktet Taeniophyllum och familjen orkidéer. Inga underarter finns listade i Catalogue of Life.